# Fred Kruse
Fred Kruse ist ein deutscher Autor, Physiker und IT-Fachmann.

## Werdegang
Kruse studierte Physik.
Während seines Studiums interessierte er sich besonders für Elementarteilchenphysik und Astrophysik. Nach dem Studium war Kruse mehrere Jahre im IT-Sektor tätig. Er arbeitete am Niedersächsischen Ministerium für Umwelt, Energie und Klimaschutz, Koordinierungsstelle PortalU. Zu Beginn des 21. Jahrhunderts begann er belletristische Bücher zu verfassen.

## Privatleben
Kruse lebt in Norddeutschland. Er ist verheiratet, hat drei Töchter, einen Sohn und drei Enkelkinder.

## Schriftstellerische Tätigkeit
Das erste Buch von Kruse erschien im Jahr 2012. Es war ein Jugendbuch aus dem Bereich der Science-Fiction und eröffnete die Lucy-Serie. Bis 2017 waren 11 Bücher zu dieser Serie erschienen. Diese Serie spielt in der heutigen Zeit. Zwei mächtige, technologisch weit entwickelte außerirdische Zivilisationen versuchen die Galaxie unter sich aufzuteilen. Lucy, ein etwa 16-jähriges Mädchen, und ihre Freunde geraten in diesen Machtkampf. Ähnlichkeiten zu den heutigen Verhältnissen auf der Erde sind vorhanden und beabsichtigt.
Das Wissen und die Erfahrungen aus seiner IT-Tätigkeit verwertete Kruse in seinen mehr für ältere Jugendliche und Erwachsene geeigneten Thrillern.
2013 erschien das dreiteilige Werk Final Shutdown. In diesen drei Büchern versucht Kruse vor den Gefahren zu warnen, die aus einer völligen Abhängigkeit der Infrastruktur von ausländischer Software entstehen. Insbesondere macht Kruse darauf aufmerksam, dass mächtige US-amerikanische Softwareunternehmen fast 100 % der nationalen IT kontrollieren. Diese US-amerikanischen Softwareunternehmen ermöglichen durch gezielt eingebaute Lücken in ihren Betriebssystemen verschiedenen Geheimdiensten die Überwachung und Kontrolle aller Computer, die diese Software einsetzen. Aber nicht nur die amerikanischen Geheimdienste können sich dieser Lücken bedienen, sondern auch kriminelle Vereinigungen, die Kenntnis darüber erlangen.
In seinem Roman 2048 machte Kruse darauf aufmerksam, dass die ausufernde Datensammlung über alle Aspekte des privaten und gesellschaftlichen Lebens jedes einzelnen Menschen, die Gefahr eines totalitären Überwachungsstaates in sich birgt.
Kruse veröffentlicht seine Bücher auf den verlagsunabhängigen Plattformen Neobooks und CreateSpace.com. Die Bücher können über alle gängigen Verkaufsplattformen, wie z. B. Amazon.com, Google Play, iTunes Store usw. erworben werden. Das Herunterladen als E-Book ist teilweise kostenlos.

## Werke

### Jugendbücher
- Serie Lucy
  - Band 1: Besuch aus fernen Welten, Verlag: CreateSpace Independent Publishing Platform (29. Mai 2012), ISBN 1-4775-4931-5, ISBN 978-1-4775-4931-5
  - Band 2: Im Herzen des Feindes, Verlag: CreateSpace Independent Publishing Platform (23. Mai 2012), ISBN 1-4775-0223-8, ISBN 978-1-4775-0223-5
  - Band 3: Der Bund der Drei, Verlag: CreateSpace Independent Publishing Platform (1. Oktober 2012), ISBN 1-4782-3886-0, ISBN 978-1-4782-3886-7
  - Band 4: Gorgoz
  - Band 5: Der Schlüssel
  - Band 6: Die Rückkehr der Schatten
  - Band 7: Die Entscheidung
  - Geisterschiff, E-Book, kostenlos, z. B. auf Google Play
  - Grenzgänge – Geschichten aus dem Lucy-Universum, Verlag: CreateSpace Independent Publishing Platform (12. Oktober 2016), ISBN 1-5394-7440-2, ISBN 978-1-5394-7440-1
  - Gemeingefährlich: Eine Erzählung aus der Weltraumserie Lucy, E-Book, Verlag: neobooks (27. Dezember 2013)
- Serie Weltensucher (Lucy ist hier auch die Heldin, die Serie spielt im Lucy-Universum)
  - Band 1: Aufbruch
  - Band 2: Siedler (in Vorbereitung)
- Serie Andromeda
  - Band 1: Die Königskinder von Adromenda
  - Band 2: Das Geheimnis von Adromenda (In Vorbereitung)

### Thriller für junge Erwachsene
- Final Shutdown – Teil 1: Mysteriöse Todesfälle: Ein Cyberthriller in drei Teilen, Verlag: neobooks (24. November 2014), E-Book, kostenlos, z. B. auf Google Play
- Final Shutdown – Teil 2: Verfolgt: Ein Cyberthriller in drei Teilen, Verlag: neobooks (30. Dezember 2013)
- Final Shutdown – Teil 3: Ein tödliches Geheimnis: Ein Cyberthriller in drei Teilen, Verlag: neobooks (30. Dezember 2013)
- 2048, Verlag: CreateSpace Independent Publishing Platform (2. Juni 2016), ISBN 1-5335-5265-7, ISBN 978-1-5335-5265-5

### Fachpublikationen (Auswahl)
- (zusammen mit Franz Schenk) Estimating the Number of Web Pages of the Environmental Administration in Germany[2]
- Stefanie Konstantinidis, Fred Kruse: Some thoughts to realignment of PortalU, EnviroInfo 2013: Environmental Informatics and Renewable Energies, Copyright 2013 Shaker Verlag, Aachen, ISBN 978-3-8440-1676-5[7]
- (zusammen mit Franz Schenk) PortalU als zentraler Zugangspunkt für behördliche Umweltinformationen in Deutschland, Januar 2013, doi:10.1007/978-3-642-35030-6 50, In book: IT-gestütztes Ressourcen- und Energiemanagement, S. 519–526[8]
- (zusammen mit Franz Schenk, S Haß) The Influence of the INSPIRE Process on Creation and Maintenance of Metadata about Environmental Information. INSPIRE conference 2012 – Sharing environmental information, sharing innovation
- (zusammen mit Franz Schenk) InGrid – The development of a metadata editor in the context of INSPIRE, 19. Juli 2011, Kruse.doc[3]
- Kruse, F., Konstantinidis, S.: InGrid – Eine Software zum Aufbau von Umweltinformationssystemen. Angewandte Geo-informatik 2010 – Beiträge zum 22. AGIT-Symposium, Salzburg, 2010
- Schenk, F., Kruse, F., Klenke, M.: From Simple Data Sources to a Complex Information System: Integrating Heterogene-ous Data Models into an Information Infrastructure for the Public Administration. EnviroInfo 2010, 24th International Conference on Informatics for Environmental Protection in cooperation with Intergeo 2010, Integration of Environmental Information in Europe. Cologne / Bonn, 6. - 8. Oktober 2010
- Feiden, K., Kruse, F., Epitropou, V., Karatzas, K.: The GS SOIL portal prototype and its integrated network. Enviro-Info 2010, 24th International Conference on Informatics for Environmental Protection in cooperation with Intergeo 2010, Integration of Environmental Information in Europe. Cologne / Bonn, 6. - 8. Oktober 2010[3]
- Konstantinidis, S., Kruse, F., Klenke, M.: Current state of the German Environmental Information Portal PortalU. Proceedings of the 23rd International Conference on Informatics for Environmental Protection, EnviroInfo 2009, Berlin, 9. - 11. September 2009.
- Uhrich, S.,Klenke, M., Kruse, F., Giffei, C. (2009). Approach to Build a Soil Information Portal for Europe Based on the PortalU Technology. Proceedings of the European conference of the Czech Presidency of the Council of the EU TOWARDS eENVIRONMENT. Opportunities of SEIS and SISE: Integrating Environmental Knowledge in Europe, March 2009, S. 266–268, Prague.
- Uhrich, S., Kruse, F., Klenke, M.: Zum aktuellen Stand des Umweltportals Deutschland PortalU, Angewandte Geoinfor-matik 2009 – Beiträge zum 21. AGIT-Symposium, Salzburg, 2009
- Kruse, F., Konstantinidis, S., Klenke, M.: PortalU, a Tool to Support the Implementation of the Shared Environ-mental Information System (SEIS) in Germany. EnviroInfo 2009, 23rd International Conference on Informatics for Envi-ronmental Protection, Berlin, 9. - 11. September 2009
- Vögele, T., Kruse, F., Klenke, M., Lehmann, H., Riegel, T.: Easy Access to Environmental Information with Por-talU. Proceedings of the 20th International Conference on Informatics for Environmental Protection, EnviroInfo 2006, Graz, 6. - 8. September 2006.
- Kruse, F., Klenke, M., Lehmann, H., Riegel, T., Vögele, T.: InGrid 1.0 – The Nuts and Bolts of PortalU. Pro-ceedings of the 20th International Conference on Informatics for Environmental Protection, EnviroInfo 2006, Graz, 6. - 8. September 2006.
- T. Vögele, F. Kruse, and O. Karschnik (2004): The gein 2.0 Information Broker for Environmental and Geospatial Data. In: Proceedings of the 10th EC GI & GIS workshop, Warsaw.[9]
- O. Karschnick, F. Kruse, S. Töpker, T. Riegel, M. Eichler, and S. Behrens (2003): The UDK and ISO19115 standard. In : Proceedings of the EnviroInfo 2003, Cottbus.[9]
- W. Swoboda, F. Kruse, R. Nikolai, W. Kazakos, D. Nyhuis, and H. Rousselle (1999): The UDK Ap-proach: the 4th Generation of an Environmental Data Catalogue Introduced in Austria and Ger-many. In: Proceedings of the 3rd IEEE Meta-Data Conference, Bethesda, Maryland[9]